# Peppe Eng
Jan Peter "Peppe" Eng, född 20 december 1948, är en svensk idrottsjournalist, verksam vid TV4. Han har under ett flertal år varit programledare för TV4:s Sporten och Tipslördag tillsammans med Billy Lansdowne och Peter Antoine.
Eng är mest känd under smeknamnet "Peppe" – som han fick när han började på TV4. Han inledde sin mediakarriär vid Radiosporten, där han som alpin reporter under större delen av 1980-talet följde Ingemar Stenmarks karriär, men har också refererat en rad andra idrotter.
Peppe Engs första programledarjobb i TV4 var Småpratarna, från 1994. Eng har vidare varit programledare i samband med världsmästerskapen i fotboll 1998 och 2002. Han har även medverkat i bland annat humorprogrammet Time out, Sen kväll med Luuk och Let's Dance, samt Stolpe Ut tillsammans med fotbollsexperten Hermann Dill. Han var även programledare för Talang 2007 och Talang 2008.
Eng ledde vintern 2011/2012 Sportcentralen i TV4 tillsammans med Marika Karlsson.
Efter 22 års anställning på TV4 gick Eng i pension den 31 december 2012. Trots det har han varit programledare för sportnyheter i kanalen efter pensioneringen .

### Fotnoter
1. ↑  ”Peppe Eng slutar på TV4 - går i pension”. Expressen.se. 11 december 2012. http://www.expressen.se/sport/peppe-eng-slutar-pa-tv4---gar-i-pension/.
2. ↑  ”Sporten lördag 19.10”. TV4.se. 13 juli 2013. Arkiverad från originalet den 13 juli 2013. https://archive.is/20130713212309/http://www.tv4.se/sport/klipp/sporten-l%C3%B6rdag-1910-2395835. Läst 13 juli 2013.